# Tào Hoàn công
Tào Hoàn công (chữ Hán: 曹桓公; trị vì: 756 TCN-702 TCN), tên thật là Cơ Chung Sinh (姬終生), là vị vua thứ 12 của nước Tào – chư hầu nhà Chu trong lịch sử Trung Quốc.
Tào Hoàn công là con của Tào Mục công – vua thứ 11 nước Tào. Năm 757 TCN, Tào Mục công mất, Cơ Chung Sinh lên nối ngôi, tức là Tào Hoàn công.
Sử sách không ghi chép sự kiện xảy ra liên quan tới nước Tào trong thời gian ông làm vua.
Năm 702 TCN, Tào Hoàn công qua đời. Ông ở ngôi được 55 năm. Con ông là Cơ Tịch Cô lên nối ngôi, tức là Tào Trang công.